# George Farmer
George Farmer (1732-6 de octubre de 1779) fue un oficial de la Real Marina Británica.

## Biografía

### Primeros años
Era hijo de John Farmer, de una familia de Northamptonshire establecida en Youghal, Irlanda. Entró en la marina, donde sirvió como guardiamarina del HMS Dreadnought de 60 cañones con el capitán Maurice Suckling en las Indias Occidentales, y a bordo del HMS Aquiles, en la estación de origen, con Samuel Barrington. En mayo de 1759 fue promovido a teniente de la fragata HMS Aurora, en la que sirvió hasta enero de 1761 en la estación de origen. Luego se lo trasladó a Norwich, donde se casó. En mayo de 1768 fue promovido al rango de comandante.

### Malvinas

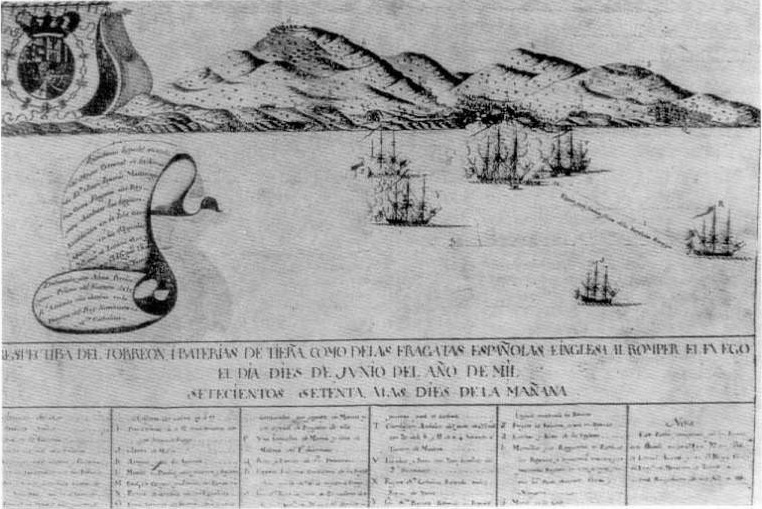
Grabado español del combate y captura de Puerto Egmont de 1770.

En septiembre de 1769 fue nombrado comandante de la corbeta de 14 cañones HMS Swift. En ella se dirigió a la isla Trinidad en las Islas Malvinas, donde, a su llegada al mes de marzo siguiente, descubrió que los españoles de Puerto Soledad, habían enviado a una flota a Puerto de la Cruzada (o Puerto Egmont), ordenando a los ingleses que abandonaran el asentamiento. Como no había fuerza inglesa para resistir ninguna agresión, el oficial superior, el capitán Anthony Hunt, decidió ir a Inglaterra con la noticia, dejando a Farmer al mando del fuerte.
Unos días más tarde la Swift realizó una travesía alrededor de las islas; pero en un vendaval la llevó a la costa de la Patagonia, y al intentar entrar en Puerto Deseado golpeó sobre una roca, y naufragó. La tripulación escapó a la orilla, siendo llevada de nuevo a Malvinas por el HMS Favorite. El 16 de abril llegaron con seguridad a Puerto de la Cruzada. El 4 de junio una fragata española fondeó en el puerto; le siguieron otras cuatro, y el comandante Juan Ignacio de Madariaga escribió a Farmer que, teniendo con él mil quinientas tropas y un tren de artillería, estaba en condiciones de obligar a los ingleses a abandonar la isla, si se resistían. Cuando los españoles desembarcaron, Farmer después de disparar sus cañones, capituló en términos, realizó un inventario y retornó con su tripulación a Gran Bretaña a bordo del Favorite.

### Carrera posterior
Después de llegar en septiembre, Farmer, al ser absuelto de toda culpa por la pérdida de Swift, fue nombrado capitán de la nave de 16 cañones HMS Tamar, y unos meses más tarde, en enero de 1771, fue promovido de rango. En agosto de 1773 fue designado para el HMS Seahorse de 24 cañones, y navegó hacia las Indias Orientales, teniendo a Horatio Nelson como uno de sus oficiales.
Al regresar a Inglaterra después de una comisión sin incidentes, Farmer fue nombrado en marzo de 1778 como capitán del HMS Quebec de 32 cañones, con el cual fue al Mar del Norte. En 1779 fue colocado principalmente en Guernesey como guardia para las islas del canal, y para ganar inteligencia. Fue así que el 18 de junio envió noticias de que la flota francesa había zarpado de Brest, que la flota española había zarpado de Cádiz y que había en El Havre grandes preparativos para una fuerza invasora.

### Combate naval y fallecimiento
El 6 de julio del mismo año escribió que había navegado hacia la orilla y destruido un convoy de 49 buques pequeños, con una fragata de 20 cañones y varios buques armados; pero el Quebec había golpeado fuertemente en las rocas, y él había sido obligado a lanzar sus armas al mar. Esto lo obligó a ir a Portsmouth para reparaciones, y cuando éstas se terminaron, tuvo que ser suministrado con armas que fueron tomadas de otra fragata no lista para zarpar.

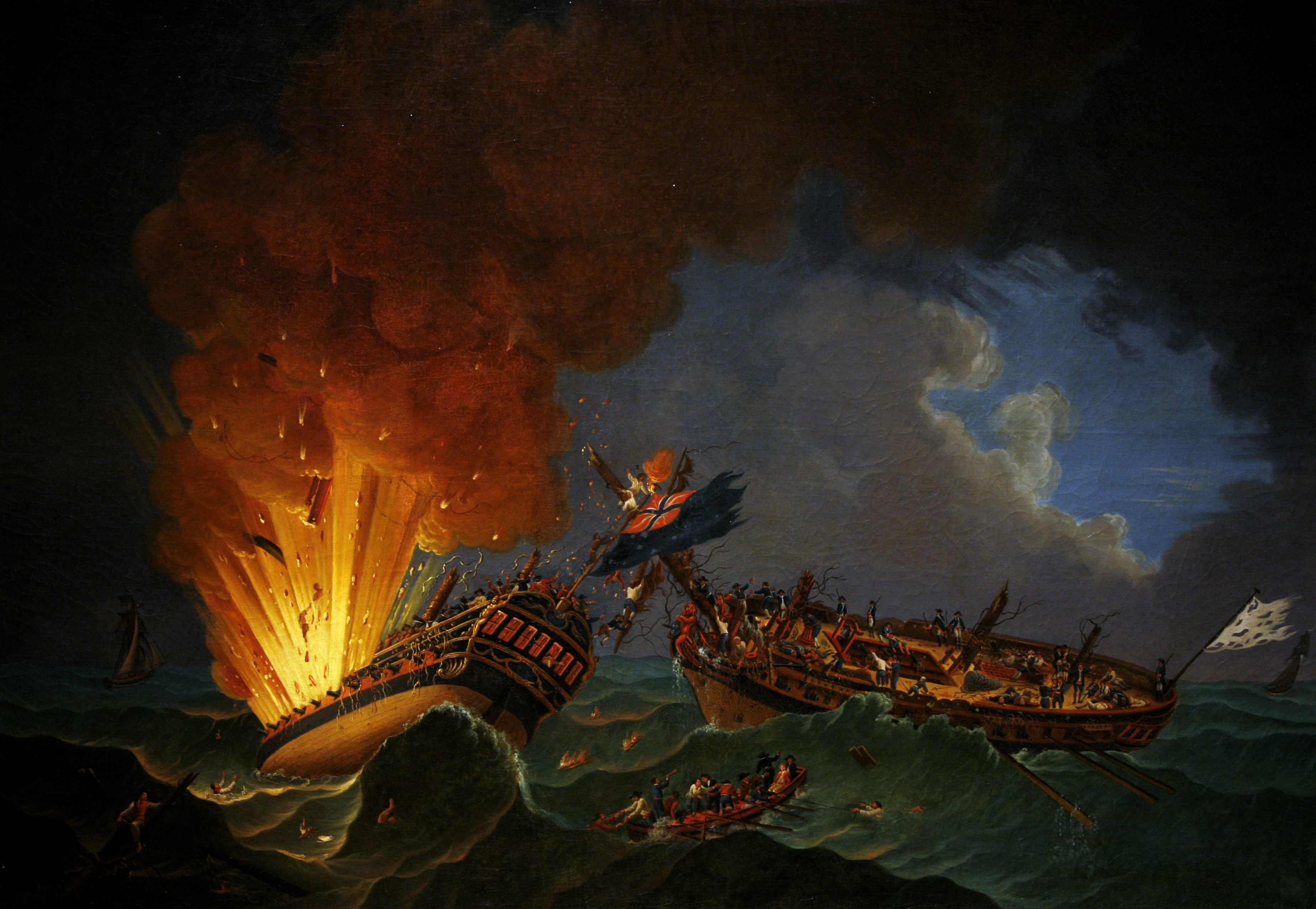
Batalla naval entre el Quebec y el Surveillante del 6 de agosto de 1779.

Con su armamento reducido, frente a Ouessant, Francia, el 6 de octubre, el Quebec se encontró con la fragata francesa Surveillante, llevando casi el doble de hombres. Siguió una aguda acción; después de aproximadamente tres horas y media ambos barcos fueron atacados; pero las velas del Quebec cayeron sobre los cañones y se prendieron fuego, incendiándose la fragata rápidamente. Había poco viento y un gran oleaje. Surveillante, completamente incapacitado, estaba a cierta distancia. El HMS Rambler estaba a sotavento, y también atacado, y el buque francés L'Expédition, había buscado seguridad a distancia. Era, pues, imposible ayudar a la fragata ardiente, que al cabo de unas cuatro o cinco horas explotó. Sólo 66 de los aproximadamente 195 tripulantes a bordo fueron recogidos por el Surveillante, el Rambler y un buque ruso que entró en escena. El resto, incluido el capitán Farmer, falleció.

### Fuente
- "Farmer, George". Dictionary of National Biography. Londres: Smith, Elder & Co. 1885–1900.
- Caillet-Bois, Ricardo (1948). Una tierra argentina. Las Islas Malvinas. Ensayo basado sobre una documentación nueva y desconocida. Buenos Aires: Peuser. pp. 123-126.